# Łucznictwo na Letnich Igrzyskach Olimpijskich 2020
Łucznictwo na Letnich Igrzyskach Olimpijskich 2020 w Tokio rozgrywane są w dniach 23–31 lipca 2021, na stadionie Yumenoshima Park.

## Kwalifikacje
Na Letnich Igrzyskach Olimpijskich 2020 dostępnych było 128 kwalifikujących się miejsc do strzelania z łuku: 64 dla mężczyzn i 64 dla kobiet. Standardy kwalifikacji zostały opublikowane przez World Archery w marcu 2018 roku.
Każdy Narodowy Komitet Olimpijski (NKOl) może zgłosić maksymalnie sześciu zawodników, po trzech z każdej płci. Narodowe Komitety Olimpijskie, które kwalifikują zespoły dla określonej płci, są w stanie wysłać trzyosobową drużynę na zawody drużynowe, a także pozwolić każdemu członkowi konkurować w zawodach indywidualnych. Istnieje 12 miejsc drużynowych dla każdej płci, co oznacza, że 36 zawodników kwalifikuje się do kwalifikacji drużynowych. Wszystkie inne Narodowe Komitety Olimpijskie mogą otrzymać maksymalnie jedno miejsce dla każdej płci na poszczególne wydarzenia.
Sześć miejsc jest zarezerwowanych dla Japonii jako kraju-gospodarza, a o dalszych czterech zadecyduje Komisja Trójstronna. Pozostałe 118 miejsc jest następnie przydzielane w ramach procesu kwalifikacyjnego, w którym łucznicy zdobywają przydział miejsc dla swoich Narodowych Komitetów Olimpijskich, choć niekoniecznie dla siebie.
Przed Igrzyskami 2020 nie ma procesu kwalifikacji do zawodów drużyn mieszanych. Zamiast tego kwalifikacja do tego wydarzenia odbywa się poprzez rundy rankingowe na początku Igrzysk. Każdy Narodowy Komitet Olimpijski, który zakwalifikował co najmniej jednego mężczyznę i jedną kobietę, będzie miał zsumowane wyniki najwyżej punktowanego mężczyzny i kobiety, która uzyska najwyższy wynik w danej rundzie rankingu; 16 najlepszych Narodowych Komitetów Olimpijskich zakwalifikuje się do mieszanych zawodów drużynowych.
| Państwo                              | Mężczyźni     | Mężczyźni | Kobiety       | Kobiety   | Mikst     | Suma      |
| Państwo                              | Indywidualnie | Drużynowo | Indywidualnie | Drużynowo | Drużynowo | Zawodnicy |
| ------------------------------------ | ------------- | --------- | ------------- | --------- | --------- | --------- |
| Australia                            | 3             | X         | 1             |           | X         | 4         |
| Bangladesz                           | 1             |           | 1             |           | X         | 2         |
| Białoruś                             |               |           | 3             | X         |           | 3         |
| Bhutan                               |               |           | 1             |           |           | 1         |
| Brazylia                             | 1             |           | 1             |           | X         | 2         |
| Kanada                               | 1             |           | 1             |           | X         | 2         |
| Czad                                 | 1             |           | 1             |           | X         | 2         |
| Chile                                | 1             |           |               |           |           | 1         |
| Chiny                                | 3             | X         | 3             | X         | X         | 6         |
| Kolumbia                             | 1             |           | 1             |           | X         | 2         |
| Czechy                               |               |           | 1             |           |           | 1         |
| Dania                                |               |           | 1             |           |           | 1         |
| Ekwador                              |               |           | 1             |           |           | 1         |
| Egipt                                | 1             |           | 1             |           | X         | 2         |
| Finlandia                            | 1             |           |               |           |           | 1         |
| Fidżi                                | 1             |           |               |           |           | 1         |
| Francja                              | 3             | X         | 1             |           | X         | 4         |
| Niemcy                               | 1             |           | 3             | X         | X         | 4         |
| Wielka Brytania                      | 3             | X         | 3             | X         | X         | 6         |
| Grecja                               |               |           | 1             |           |           | 1         |
| Węgry                                | 1             |           |               |           |           | 1         |
| Indie                                | 3             | X         | 1             |           | X         | 4         |
| Indonezja                            | 3             | X         | 1             |           | X         | 4         |
| Iran                                 | 1             |           |               |           |           | 1         |
| Izrael                               | 1             |           |               |           |           | 1         |
| Włochy                               | 1             |           | 3             | X         | X         | 4         |
| Wybrzeże Kości Słoniowej             |               |           | 1             |           |           | 1         |
| Japonia                              | 3             | X         | 3             | X         | X         | 6         |
| Kazachstan                           | 3             | X         |               |           |           | 3         |
| Malezja                              | 1             |           |               |           |           | 1         |
| Malawi                               | 1             |           |               |           |           | 1         |
| Meksyk                               | 1             |           | 3             | X         | X         | 4         |
| Mołdawia                             | 1             |           | 1             |           | X         | 2         |
| Mongolia                             | 1             |           | 1             |           | X         | 2         |
| Holandia                             | 3             | X         | 1             |           | X         | 4         |
| Nowa Zelandia                        |               |           | 1             |           |           | 1         |
| Polska                               | 1             |           | 1             |           | X         | 2         |
| ROC                                  | 1             |           | 3             | X         | X         | 4         |
| Rumunia                              |               |           | 1             |           |           | 1         |
| Słowacja                             |               |           | 1             |           |           | 1         |
| Słowenia                             | 1             |           |               |           |           | 1         |
| Korea Południowa                     | 3             | X         | 3             | X         | X         | 6         |
| Hiszpania                            | 1             |           | 1             |           | X         | 2         |
| Szwecja                              |               |           | 1             |           |           | 1         |
| Chińskie Tajpej                      | 3             | X         | 3             | X         | X         | 6         |
| Tunezja                              | 1             |           | 1             |           | X         | 2         |
| Turcja                               | 1             |           | 1             |           | X         | 2         |
| Ukraina                              | 1             |           | 3             | X         | X         | 4         |
| Stany Zjednoczone                    | 3             | X         | 3             | X         | X         | 6         |
| Wietnam                              | 1             |           | 1             |           | X         | 2         |
| Wyspy Dziewicze Stanów Zjednoczonych | 1             |           |               |           |           | 1         |
| Suma: 56 państw                      | 64            | 12        | 64            | 12        | 29        | 124       |

## Format Zawodów
Łącznie oczekuje się 128 zawodników w pięciu konkurencjach: indywidualnej męskiej i kobiecej, drużynowej męskiej i kobiecej oraz zawody mieszane. Mieszane wydarzenie zespołowe to nowe wydarzenie rozgrywane na Igrzyskach od 2020 roku.
Wszystkie pięć konkurencji zaplanowano jako strzelanie z łuku refleksyjnego, odbywające się zgodnie z zatwierdzonymi przez World Archery dystansem 70 metrów i przepisami. Rywalizacja rozpocznie się od pierwszej rundy rankingowej, w której udział weźmie wszystkich 64 łuczników każdej płci. Każdy łucznik ma wystrzelić łącznie 72 strzały, które mają być rozstawione od 1 do 64, zgodnie z ich wynikiem.
Runda rankingowa ma również służyć do rozstawienia drużyn męskich i żeńskich od 1 do 12, poprzez zsumowanie indywidualnych wyników dla członków każdej drużyny. Ponadto runda rankingowa ma wyłonić 16 par, które zakwalifikują się do mieszanego wydarzenia drużynowego (dla krajów, w których rywalizują zarówno mężczyźni, jak i kobiety, najwyższy wynik mężczyzn i kobiet są łączone), a także rozstawienie tych 16 drużyn.

## Rezultaty

### Kobiety
| Konkurencja   | Złoto                                                | Srebro                                                | Brąz                                                |
| Indywidualnie | An San                                               | Jelena Osipowa                                        | Lucilla Boari                                       |
| Drużynowo     | Korea Południowa An San Jang Min-hee Kang Chae-young | ROC Swietłana Gombojewa Jelena Osipowa Ksenia Pierowa | Niemcy Michelle Kroppen Charline Schwarz Lisa Unruh |

### Mężczyźni
| Konkurencja   | Złoto                                                | Srebro                                                     | Brąz                                              |
| Indywidualnie | Mete Gazoz                                           | Mauro Nespoli                                              | Takaharu Furukawa                                 |
| Drużynowo     | Korea Południowa Kim Woo-jin Oh Jin-hyek Kim Je-deok | Chińskie Tajpej Deng Yu-cheng Tang Chih-chun Wei Chun-heng | Japonia Takaharu Furukawa Yuki Kawata Hiroki Muto |

### Mikst
| Konkurencja | Złoto                               | Srebro                                    | Brąz                                   |
| Mikst       | Korea Południowa An San Kim Je-deok | Holandia Gabriela Schloesser Steve Wijler | Meksyk Alejandra Valencia Luis Álvarez |

## Tabela medalowa
| Miejsce | Państwo                     | Złoto | Srebro | Brąz | Razem |
| ------- | --------------------------- | ----- | ------ | ---- | ----- |
| 1       | Korea Południowa            | 4     | 0      | 0    | 4     |
| 2       | Turcja                      | 1     | 0      | 0    | 1     |
| 3       | Rosyjski Komitet Olimpijski | 0     | 2      | 0    | 2     |
| 4       | Włochy                      | 0     | 1      | 1    | 2     |
| 5       | Chińskie Tajpej             | 0     | 1      | 0    | 1     |
| 5       | Holandia                    | 0     | 1      | 0    | 1     |
| 7       | Japonia                     | 0     | 0      | 2    | 2     |
| 8       | Meksyk                      | 0     | 0      | 1    | 1     |
| 8       | Niemcy                      | 0     | 0      | 1    | 1     |
| Ogółem  | Ogółem                      | 5     | 5      | 5    | 15    |